# Zbyňov
Zbyňov és un poble i municipi d'Eslovàquia que es troba a la regió de Žilina, al centre-nord del país.

## Història
La primera menció escrita de la vila es remunta al 1407.

## Demografia
| Godina             | 1994 | 2004   | 2014   | 2024   |
| ------------------ | ---- | ------ | ------ | ------ |
| Nombre de persones | 807  | 853    | 835    | 899    |
| Diferència         |      | +5,70% | −2,11% | +7,66% |

| Godina             | 2023 | 2024   |
| ------------------ | ---- | ------ |
| Nombre de persones | 883  | 899    |
| Diferència         |      | +1,81% |